# Michael Collins (astronome)
Pour les articles homonymes, voir Michael Collins et Collins.
Michael Collins est un astronome américain.

## Biographie
Après un début de carrière dans l'industrie logicielle, Michael Collins s'est consacré à l'astronomie.
Le Centre des planètes mineures le crédite de la découverte de cinquante-et-un astéroïdes, découvertes effectuées entre 1999 et 2002, toutes avec la collaboration d'autres astronomes, et en particulier quarante-cinq avec Minor White.
L'astéroïde (6471) Collins est dédié à son homonyme astronaute.
| (21684) Alinafiocca    | 4 septembre 1999  |
| (32096) Puckett        | 27 mai 2000       |
| (32207) Mairepercy     | 28 juillet 2000   |
| (32208) Johnpercy      | 28 juillet 2000   |
| (40457) Williamkuhn    | 4 septembre 1999  |
| (41450) Medkeff        | 1er juin 2000     |
| (51741) Davidixon      | 24 mai 2001       |
| (54362) Restitutum     | 27 mai 2000       |
| (54902) Close          | 23 juillet 2001   |
| (61190) Johnschutt     | 1er juillet 2000  |
| (62503) Tomcave        | 30 septembre 2000 |
| (66479) Healy          | 4 septembre 1999  |
| (68410) Nichols        | 16 août 2001      |
| (70207) Davidunlap     | 4 septembre 1999  |
| (81822) Jamesearly     | 27 mai 2000       |
| (82472) 2001 OJ22      | 19 juillet 2001   |
| (95677) 2002 GJ177     | 12 avril 2002     |
| (108382) Karencilevitz | 18 mai 2001       |
| (109263) 2001 QO108    | 24 août 2001      |
| (112218) 2002 JF148    | 2 mai 2002        |
| (127195) 2002 GK177    | 12 avril 2002     |
| (132443) 2002 GQ177    | 5 avril 2002      |
| (132444) 2002 GW177    | 14 avril 2002     |
| (139469) 2001 OF91     | 19 juillet 2001   |
| (169092) 2001 KN21     | 22 mai 2001       |
| (172250) 2002 RR232    | 11 septembre 2002 |
| (176048) 2000 TH       | 2 octobre 2000    |
| (182951) 2002 GU177    | 5 avril 2002      |
| (195504) 2002 GM177    | 12 avril 2002     |
| (203134) 2000 TK2      | 2 octobre 2000    |
| (210827) 2001 OL22     | 19 juillet 2001   |
| (217140) 2002 GL177    | 3 avril 2002      |
| (225562) 2000 TJ       | 2 octobre 2000    |
| (232296) 2002 RU232    | 11 septembre 2002 |
| (234856) 2002 RQ232    | 11 septembre 2002 |
| (234857) 2002 RR235    | 11 septembre 2002 |
| (258747) 2002 GN177    | 5 avril 2002      |
| (258748) 2002 GR177    | 5 avril 2002      |
| (258953) 2002 RV235    | 11 septembre 2002 |
| (287157) 2002 RD235    | 11 septembre 2002 |
| (310768) 2002 RC235    | 11 septembre 2002 |